# Efeito McGurk
O efeito McGurk é um fenômeno perceptual que demonstra a interação entre a audição e visão na percepção da fala. A ilusão sonora consiste na apresentação de uma dublagem que induz o indivíduo a acreditar que ouve um fonema, quando na verdade está ouvindo outro. Tal efeito é conhecido desde o ano de 1976, quando o psicólogo Harry McGurk o descreveu num estudo na revista Nature.
Pessoas que têm costume de assistir filmes dublados tem uma menor propensão ao efeito, por terem se condicionado a ignorar a informação vindo da boca do interlocutor.